# Mosinee
Mosinee ist eine Stadt (mit dem Status „ City“) im Marathon County im US-amerikanischen Bundesstaat Wisconsin. Im Jahr 2010 hatte Mosinee 3988 Einwohner.
Mosinee ist der Bestandteil der Metropolitan Statistical Area Wausau, die sich mit dem Marathon County deckt.

## Geografie
Mosinee liegt nördlichen Zentrum Wisconsins, beiderseits des in den Mississippi mündenden Wisconsin River. Die geografischen Koordinaten von Mosinee sind 44°47′35″ nördlicher Breite und 89°42′11″ westlicher Länge. Das Gemeindegebiet erstreckt sich über eine Fläche von 22,12 km², die sich auf 20,13 km² Land- und 1,99 km² Wasserfläche verteilen. 
Nachbarorte von Mosinee sind Kronenwetter (an der nordöstlichen Stadtgrenze), Rothschild (15,4 km nordnordöstlich), Schofield (16,1 km in der gleichen Richtung), Weston (20 km nordwestlich), Bevent (26,9 km östlich) und Marathon City (20 km nordwestlich).
Die nächstgelegenen größeren Städte sind Wausau (22,5 km nordnordöstlich), Green Bay am  Michigansee (151 km ostsüdöstlich), Appleton (140 km südöstlich), Wisconsins größte Stadt Milwaukee (274 km in der gleichen Richtung), Wisconsins Hauptstadt Madison (209 km südsüdöstlich), La Crosse am Mississippi (211 km südwestlich), Eau Claire (165 km westlich), die Twin Cities in Minnesota (288 km in der gleichen Richtung) und Duluth am Oberen See in Minnesota (387 km nordwestlich).

## Verkehr

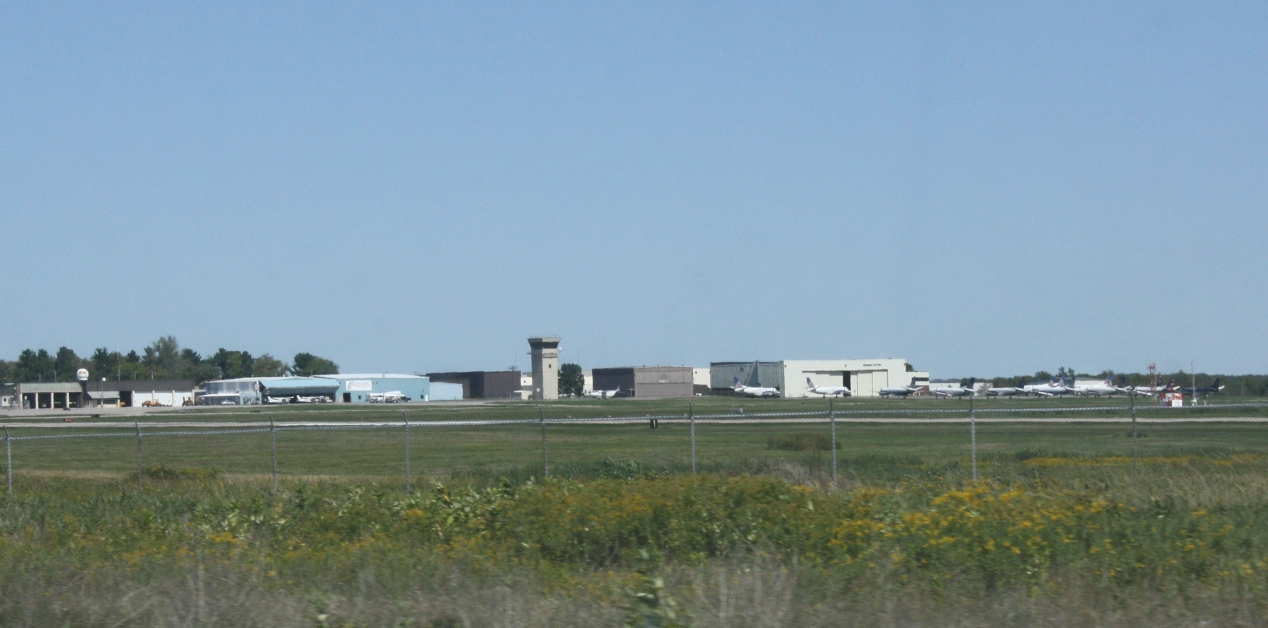
Der Central Wisconsin Airport in Mosinee

Die Interstate 39 und der U.S. Highway 51 verlaufen auf einem gemeinsamen Streckenabschnitt in Nord-Süd-Richtung durch den Osten von Mosinee. Der Wisconsin State Highway 153 verläuft in West-Ost-Richtung als Hauptstraße durch die Stadt. Alle weiteren Straßen sind untergeordnete Landstraßen, teils unbefestigte Fahrwege sowie innerörtliche Verbindungsstraßen.
Durch Mosinee verläuft für den Frachtverkehr eine Eisenbahnstrecke der Canadian National Railway (CN).

Der Central Wisconsin Airport liegt im Südosten des Stadtgebiets von Mosinee.

## Bevölkerung
Nach der Volkszählung im Jahr 2010 lebten in Mosinee 3988 Menschen in 1660 Haushalten. Die Bevölkerungsdichte betrug 198,1 Einwohner pro Quadratkilometer. In den 1660 Haushalten lebten statistisch je 2,39 Personen. 
Ethnisch betrachtet setzte sich die Bevölkerung zusammen aus 97,6 Prozent Weißen, 0,3 Prozent Afroamerikanern, 0,5 Prozent amerikanischen Ureinwohnern, 0,5 Prozent Asiaten sowie 0,5 Prozent aus anderen ethnischen Gruppen; 0,7 Prozent stammten von zwei oder mehr Ethnien ab. Unabhängig von der ethnischen Zugehörigkeit waren 1,3 Prozent der Bevölkerung spanischer oder lateinamerikanischer Abstammung. 
25,0 Prozent der Bevölkerung waren unter 18 Jahre alt, 59,4 Prozent waren zwischen 18 und 64 und 15,6 Prozent waren 65 Jahre oder älter. 50,8 Prozent der Bevölkerung war weiblich.
Das mittlere jährliche Einkommen eines Haushalts lag bei 50.907 USD. Das Pro-Kopf-Einkommen betrug 24.943 USD. 6,4 Prozent der Einwohner lebten unterhalb der Armutsgrenze.